# Мацялко, Михаил Васильевич
Михаи́л Васи́льевич Маця́лко (укр. Михайло Васильович Мацялко; род. 15 февраля 1933, село Батятичи, теперь Львовского района Львовской области) — советский и украинский хозяйственный, государственный и политический деятель, генеральный директор Украинской газовой корпорации «Укргаз». Народный депутат Украины 1-го созыва.

## Биография
Родился в крестьянской семье. Учился в техникуме, работал рабочим ремонтной мастерской, колхозником. Служил в Советской армии.
В 1957—1964 годах — техник, старший техник Львовского филиала проектного института «Гипроград».
Член КПСС.
В 1964—1969 годах — главный инженер РСУ треста «Львовгаз».
В 1967 году окончил заочно Львовский политехнический институт по специальности «инженер-строитель».
В 1969—1970 годах — главный инженер треста «Львовгаз».
В 1970—1974 годах — 1-й заместитель заведующего, заведующий отделом коммунального хозяйства исполнительного комитета Львовского областного совета депутатов трудящихся.
В 1974—1975 годах — начальник главного управления газового хозяйства Министерства жилищно-коммунального хозяйства УССР.
В 1975—1996 годах — генеральный директор Украинской газовой корпорации «Укргаз».
18 марта 1990 года в ходе первых альтернативных парламентских выборов в Украинской ССР во втором туре был избран народным депутатом Верховного совета Украинской ССР XII созыва (в дальнейшем — Верховной рады Украины I созыва) от Кременецкого избирательного округа № 360 Тернопольской области, набрал 50,86 % голосов среди 5 кандидатов. В парламенте входил в состав депутатских групп «Аграрии» и «Промышленники». Был членом по вопросам возрождения и социального развития села. Срок депутатских полномочий истёк 10 мая 1994 года.
С 1996 года — директор Львовского филиала ЗАО ТЭК «Итера Украина».
Потом — на пенсии.

## Награды
- орден Дружбы народов
- медали
- Почетная грамота Кабинета министров Украины (.02.2003)
- Заслуженный работник сферы услуг Украины (1993)